# Eupelmus antipoda
Eupelmus antipoda är en stekelart som beskrevs av William Harris Ashmead 1900. Eupelmus antipoda ingår i släktet Eupelmus och familjen hoppglanssteklar. Inga underarter finns listade i Catalogue of Life.